# Allan Ėrdman
Allan Ričardovič Ėrdman (in russo Аллан Ричардович Эрдман?; Velikie Luki, 11 luglio 1933) è un ex tiratore a segno sovietico vincitore di una medaglia d'argento ai Giochi olimpici di Melbourne 1956.
Dopo il ritiro dalle competizioni è diventato allenatore per il CSKA Mosca della categoria. Ha allenato tra gli altri la medaglia olimpica Ljubov' Galkina.

## Palmarès

### Olimpiadi
- 1 medaglia:
  - 1 argento (Melbourne 1956 nel fucile 300 m. 3 posizioni)